# AMD K6

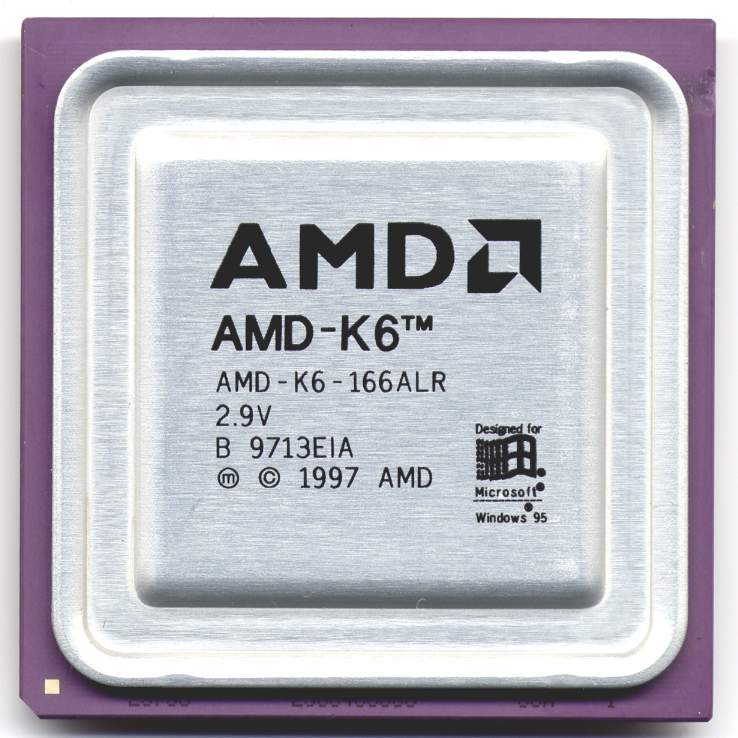
Procesor AMD K6

AMD K6 – procesor klasy Pentium produkowany przez firmę AMD, następca K5.
AMD K6 był bazowany na procesorze Nx686 zaprojektowanym przez firmę NexGen, która została przejęta przez AMD. K6 był produkowany w dwóch odmianach i dostępny w wersjach z zegarem 166, 200, 233, 266 i 300 MHz. Jako pierwszy procesor produkowany przez AMD posiadał obsługę instrukcji MMX, a później 3DNow!. Późniejsze wersje AMD K6-2 i AMD K6-III były taktowane aż do 550 MHz.

## Elementy
- Siedem jednostek wykonawczych specjalizujących się w instrukcjach równoległych[1]
- Dekodery x86, tłumaczące zestaw x86 na instrukcje RISC86
- IEEE 1149.1 Boundary Scan(inne języki)
- Optymalizacja Wykonywanie spekulatywne
- Wykonywanie poza kolejnością
- Przemianowanie rejestrów

## Wersje

### K6 (Model 6)
- Proces technologiczny: 8.8 milionów tranzystorów w 350 nm
- Pamięć Cache 1-go poziomu: 32 + 32 KB (Dane + instrukcje)
- Obsługiwane instrukcje: MMX
- Podstawka: Socket 7
- FSB: 66 MHz
- Data wydania: 2 kwietnia 1997
- Napięcie rdzenia: 2.9 V (166/200) 3.2/3.3 V (233)
- Częstotliwość taktowania rdzenia: 166, 200, 233 MHz

### K6 "Little Foot" (Model 7)
- CPUID: family 5, model 7, stepping 0
- Proces technologiczny: 8.8 milionów tranzystorów w 250 nm
- Pamięć Cache 1-go poziomu: 32 + 32 KB (Dane + instrukcje)
- Obsługiwane instrukcje: MMX
- Podstawka: Socket 7
- FSB: 66 MHz
- Data wydania: 6 stycznia 1998
- Napięcie rdzenia: 2.2 V
- Częstotliwość taktowania rdzenia: 200, 233, 266, 300 MHz

## Następca
Linia K6 została zaktualizowana o instrukcje SIMD (oznaczone jako AMD 3DNow!), Aby utworzyć linię mikroprocesorów K6-2.